# Ochropleura nivisparsa
Ochropleura nivisparsa är en fjärilsart som beskrevs av Butler 1889. Ochropleura nivisparsa ingår i släktet Ochropleura och familjen nattflyn. Inga underarter finns listade i Catalogue of Life.